# Robert Muchembled
Robert Muchembled (* 4. März 1944 in Liévin) ist ein französischer Historiker und Hochschullehrer für Neuere Geschichte an der Universität Paris-Nord.

## Leben
Robert Muchembled schloss sein Studium der Geschichtswissenschaft 1985 mit einer Doktorarbeit über „Gewalt und Gesellschaft: Mentalitäten und Verhalten im Artois 1400–1660“ („Violence et Société. Comportements populaires et mentalités en Artois de 1400 à 1660“) ab.
Er lehrte zunächst als Lehrer an der École normale später als Wissenschaftlicher Assistent an der Universität in Lille. Ab 1986 übernahm er eine Professur für Neuere Geschichte an der Universität Paris-Nord. Seine Forschungsinteressen umfassen die Sozialgeschichte, die Geschichte der Kriminalität, der Sexualität, des Aberglaubens und der Sitten.

## Schriften (Auswahl)
- Culture populaire et culture des élites dans la France moderne (XVe–XVIIIe), Essai, Paris, Flammarion, 1978 Neuauflage Champs-Flammarion, 1991.
  - Deutsch: Kultur des Volks - Kultur der Eliten. Die Geschichte einer erfolgreichen Verdrängung. Aus dem Französischen von Ariane Forkel. Stuttgart, Klett-Cotta,  1982.
- Prophètes et sorciers dans les Pays-Bas, mit Marie-Sylvie Dupont-Bouchat et Willem Frijhoff, Paris, Hachette, 1978.
- La sorcière au village, Paris, Gallimard-Julliard, 1979 Neuauflage Gallimard-Folio, 1991.
- Les derniers bûchers. Un village de Flandre et ses sorcières sous Louis XIV, Paris, Ramsay, 1987.
- Nos ancêtres les paysans. Aspects du monde rural dans le Nord-Pas-De-Calais des origines à nos jours (en coll. avec G.Sivéry et divers auteurs), Lille, CNDP-CRDP, 1983.
- Sorcières, justice et société aux XVIe–XVIIe, Paris, Imago, 1987.
- L’invention de l’homme moderne. Sensibilités, mœurs et comportements collectifs sous l’Ancien Régime, Paris, Fayard, 1988, Neuauflage Hachette_Pluriel, 1994.
  - Deutsch: Die Erfindung des modernen Menschen. Gefühlsdifferenzierung und kollektive Verhaltensweisen im Zeitalter des Absolutismus. Aus dem Französischen von Peter Kamp. Rowohlt, Hamburg 1990. ISBN 3-499-55510-7
- Société, cultures et mentalités dans la France moderne XVe au XVIII, Paris, A.Colin, 1990, Neuauflage A.Colin/VUEF, Paris, 2003.
- La violence au village. Sociabilité et comportements populaires en Artois du XVe au XVIIe, Turnhout, Brepols, 1989.
- Le Temps des suplices. De l’obéissance sous les rois absolus, XVe–XVIIIe, Paris, A.Colin, 1992, Neuauflage Le Grand Livre du Mois, 2001.
- Le Roi et le Sorcière. L’Europe des bûchers, XVe–XVIIIe, Paris, Desclée, 1993.
- La Société policée. Politique et politesse en France du XVe au XXe, Paris, Seuil, 1998.
- Une histoire du diable, XIIe–XXe, Paris, Seuil, 2000, Neuauflage Points-Seuil, 2002.
- Diable!, Paris, Seuil/Arte Éditions, 2002.
- Passions de femmes au temps de la reine Margot, Paris, Seuil, 2003.
- L’orgasme et l’Occident: Une histoire du plaisir du XVIe à nos jours, Paris, Seuil, 2005.
  - Deutsch: Die Verwandlung der Lust. Eine Geschichte der abendländischen Sexualität. Aus dem Französischen von Ursel Schäfer. DVA, München 2008. ISBN 978-3-421-04212-5